# Rhododendron molle
Rhododendron molle (Blume) G.Don, 1834 è una pianta appartenente alla famiglia delle Ericacee.

## Descrizione

### Fusto e rami
Il portamento della pianta risulta essere in natura arbustivo, mentre assume forme di piccolo albero se coltivato. I rami più vecchi hanno una scorza non troppo spessa e con modesta desquamazione in scaglie, mentre i rami vecchi di un anno hanno scorza con tenue lignificazione. Questi ultimi presentano una sottile peluria soprattutto negli stadi giovanili quando sono ancora erbacei. Alla sommità dei giovani rami si vanno formando durante il periodo estivo delle grosse gemme apicali visibili soprattutto in inverno quando l'arbusto è spoglio. Esse sono gemme che contengono le future infiorescenze protette da brattee coriacee.

### Foglie
Le foglie sono di forma allungata e seguono una fillotassi alterna con una foglia per nodo. La pagina superiore della foglia possiede dei tricomi che la rendono ruvida al contatto. La superficie fogliare varia a seconda dell'ambiente: se la pianta è in ombra e umidità la foglia sarà più grande, altrimenti in posizioni soleggiate diventa più piccola e coriacea. Le foglie possiedono delle piccole gemme vegetative posizionate nell'ascella fogliare nella sommità dei rami nuovi. Una caratteristica che distingue R. molle da altri rododendri è quella di perdere il fogliame d'autunno, il quale può assumere tonalità del rosso. Dopo l'inverno le nuove foglie con i rametti erbacei si formano dalle gemme apicali, e anche in questo caso a seconda delle cultivar possono presentare una tonalità rossiccia effimera.

### Radici
Come molte specie della famiglia delle Ericaceae anche Rhododendron molle ha un apparato radicale piuttosto superficiale, che si estende nella porzione medio-alta del terreno. L'arbusto possiede delle radici molto fine che mal sopportano ristagni idrici e terreni calcarei.

### Fiori e frutti

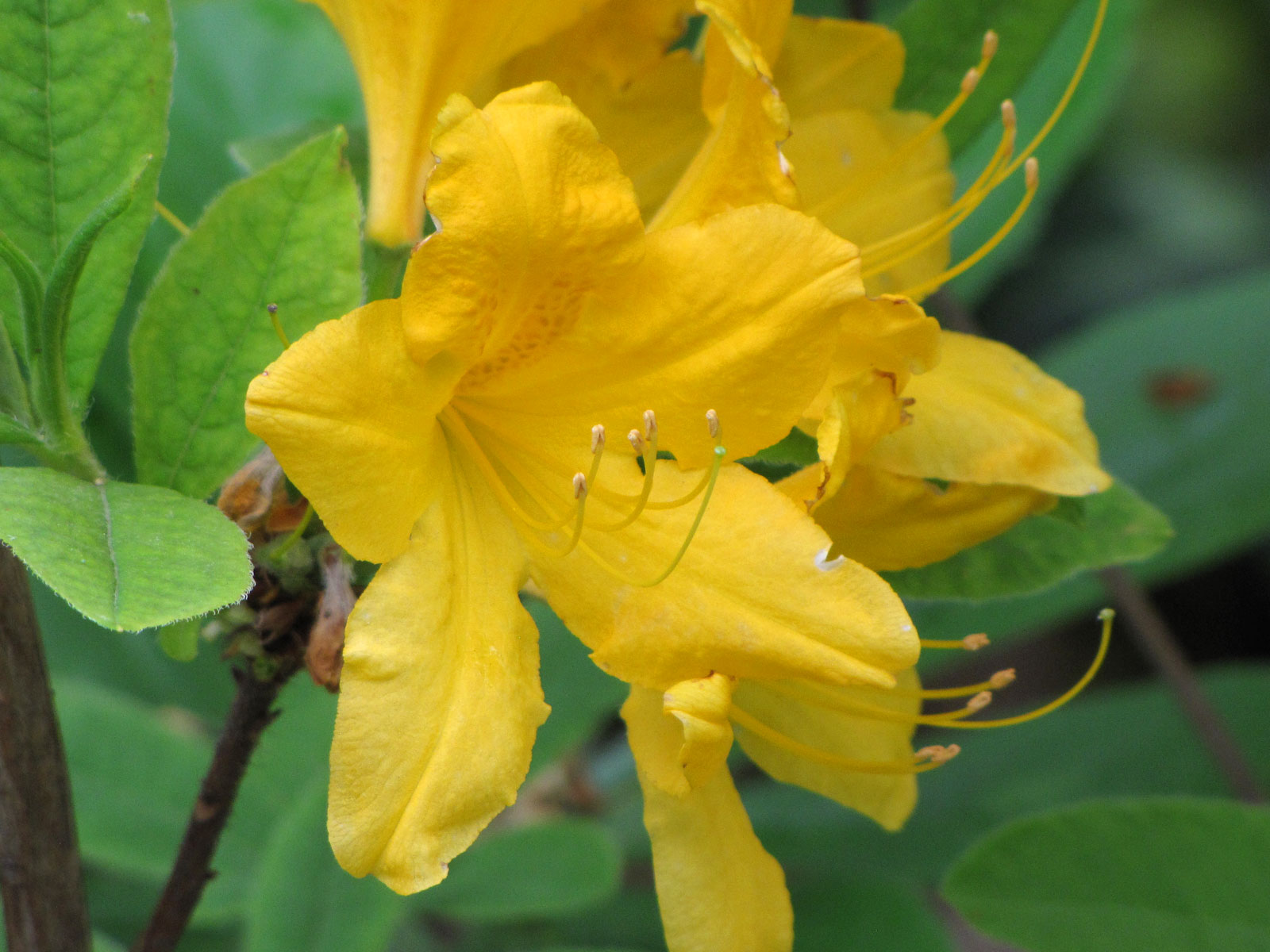
Infiorescenza

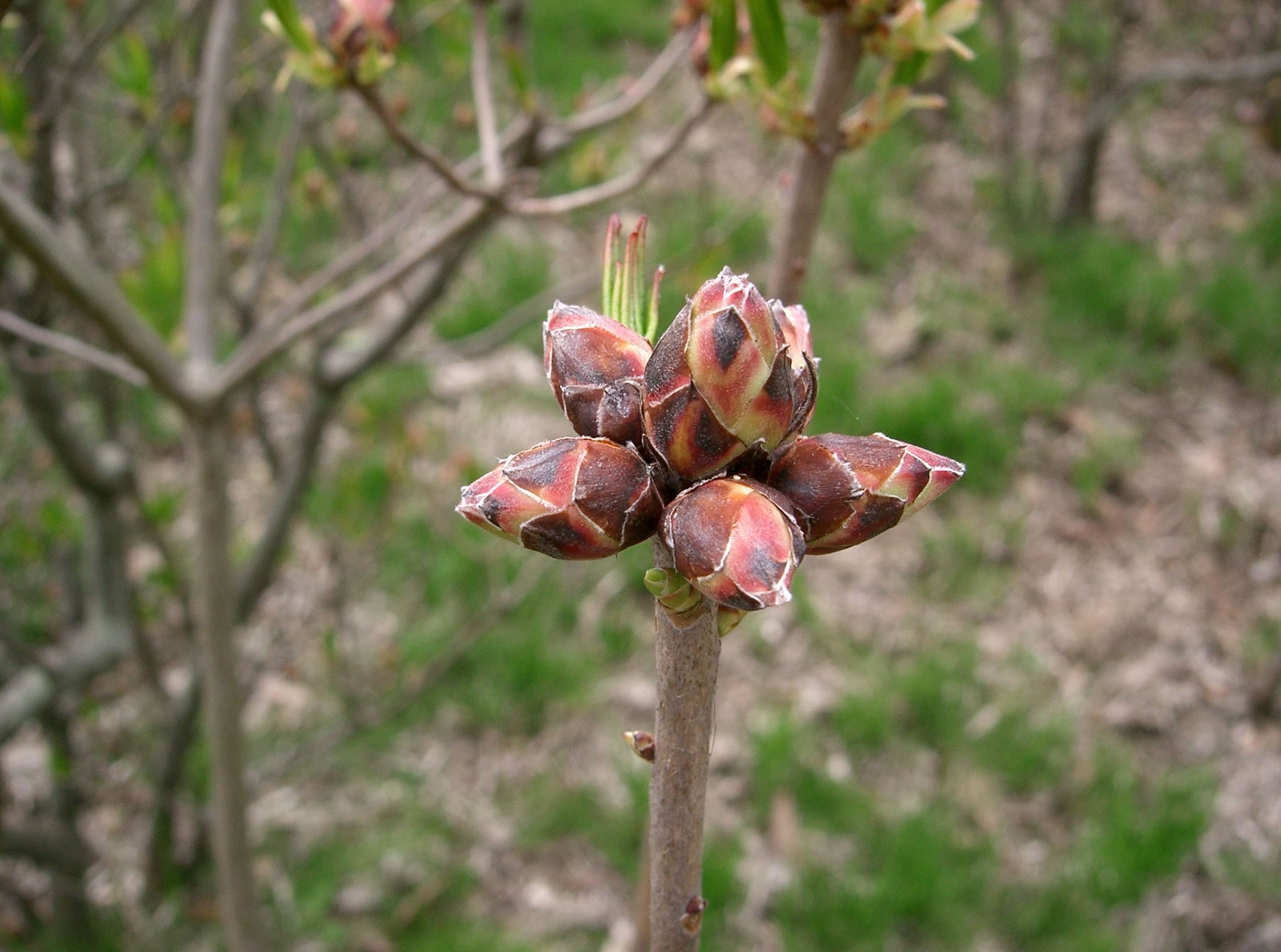
Gemme apicali

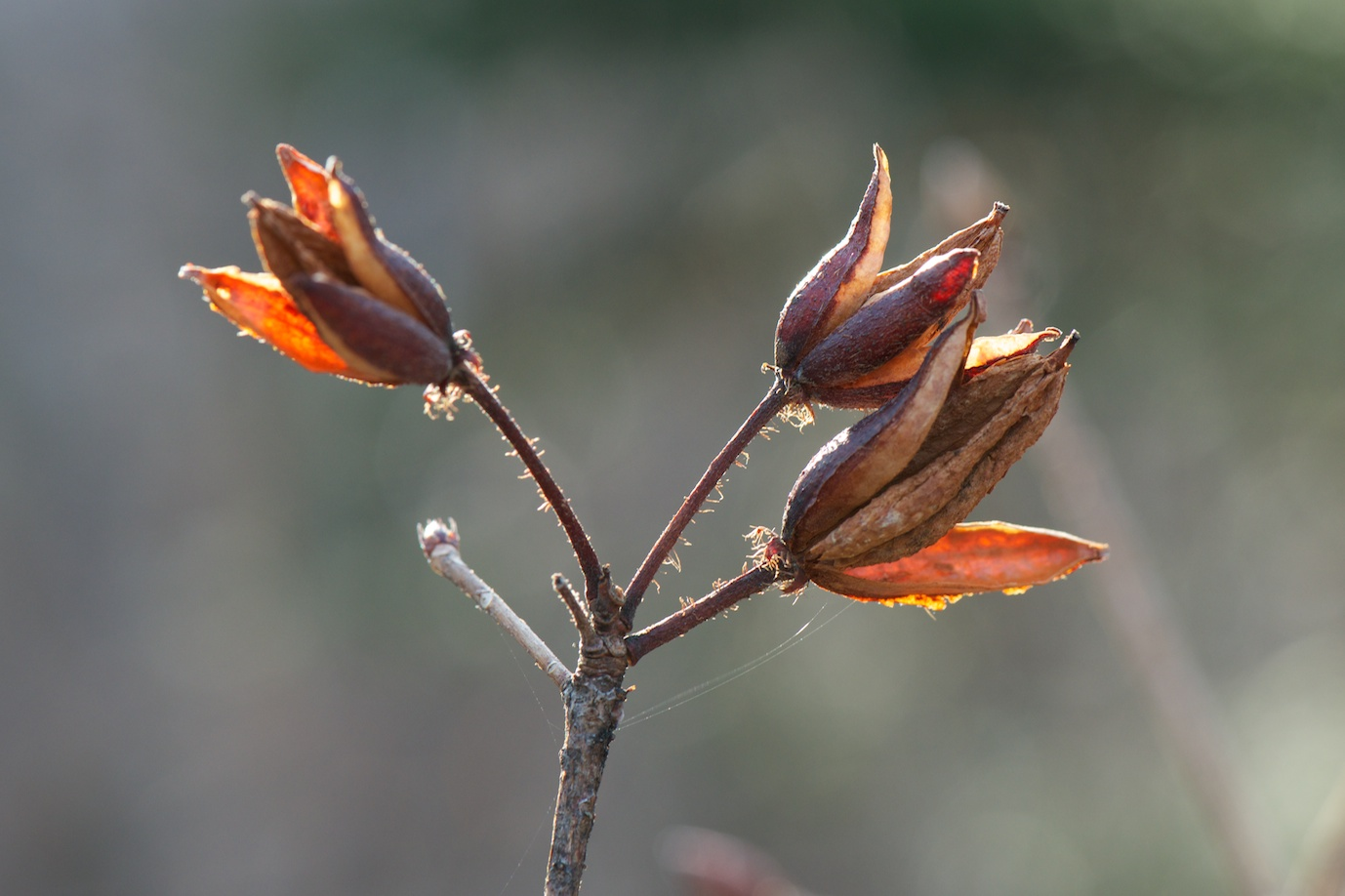
Frutto a capsula aperta

L'infiorescenza di R. molle è racemosa a corimbo con un numero variabile di fiori che la compongono. Il calice è  composto da 5 piccoli sepali ed è sorretto da un peduncolo più o meno allungato. La corolla è formata da 5 petali saldati alla base di colore e forma vari a seconda delle cultivar. Difatti una particolarità del fiore di questa pianta è che diversamente da altri rododendri esso può essere giallo, arancio o rosso e soprattutto profumato.
L'androceo è composto da 5 stami, il gineceo da uno stilo, uno stimma e ovario supero.
Il frutto è una capsula che matura per tutta l'estate e passa dal colore verde al marrone per poi aprirsi in 5 linee di sutura e liberare i semi. Nella coltivazione in genere il frutto non è mantenuto e viene recisa l'intera infiorescenza.
La fioritura avviene in primavera con l'apertura delle grosse gemme apicali ed è quasi in contemporanea con lo sviluppo dei nuovi rami e fogliame.

## Distribuzione e habitat
Rhododendron molle è originario della Cina, ma la bellezza delle fioriture ha fatto sì che l'uomo ne estendesse l'areale. Difatti la specie è molto coltivata nel vivaismo come pianta ornamentale ed è ormai ben conosciuta anche in Nord America ed Europa dove cresce bene in zone che ricordano l'habitat naturale originario.

## Coltivazione
Questo arbusto può essere coltivato sia in vaso che in piena terra, ma ha delle particolari richieste che debbono essere rispettate per la sua sopravvivenza. Essendo una pianta nativa di aree umide ha bisogno innanzitutto di una buona umidità atmosferica e del terreno. Tuttavia non si può eccedere con le annaffiature a causa dell'apparato radicale sensibile ai ristagni e soggetto ad asfissia. Il terreno quindi deve avere delle caratteristiche che sono comuni a molte Ericaceae: molta sostanza organica, drenaggio ottimale e pH acido. Nella coltivazione si usa spesso la torba acida di sfagno mista a materiale inerte come perlite, pomice o terra vulcanica che risulta essere ottima, soprattutto quella derivata da rocce ignee intrusive (es. granito), ma anche effusive (es. tufo). Sia la torba che la parte inerte mantengono l'umidità, il buon drenaggio, ma soprattutto un pH acido. L'acidità del terreno è un elemento imprescindibile per la riuscita della coltivazione, la presenza di elementi che possono innalzare il pH sopra il valore di 5,5 può creare problemi per la fotosintesi e la crescita, e il segnale più evidente è l'ingiallimento delle foglie da clorosi ferrica. R. molle è una pianta calcifuga e ciò implica la necessita di tenere bassa la concentrazione di composti del calcio (come carbonato e bicarbonato di calcio), ma anche quelli di altri alcali come magnesio e potassio. In natura questa pianta vive in terreni poveri di ioni ed elementi nutritivi in genere, quindi per le concimazioni si preferisce usare concimi specifici o sali come solfato di ammonio e di ferro i quali sono a reazione acida. Inoltre anche la concentrazione di azoto deve essere molto bassa per evitare danni alla pianta. L'acqua deve essere priva di sali per evitare sbalzi di pH del terreno.
La riproduzione della pianta avviene nella maggior parte dei casi per via vegetativa tramite talea o margotta poiché quella per seme è troppo lenta e porta a rimescolamenti genetici che fanno perdere le caratteristiche della cultivar di cui si ha interesse.
Il portamento della pianta può essere tenuto a cespuglio o ad alberello, potando essenzialmente i rami piccoli e poco vigorosi. Una potatura eccessiva può danneggiare la pianta o diminuire drasticamente le future fioriture.
Le avversità, oltre a quelle ambientali e chimiche sono rappresentate da insetti fitofagi e funghi parassiti. Tripidi, Tingidi e Tetranychus danneggiano il fogliame causando decolorazione, lanuggine nella pagina inferiore e caduta precoce. Le cocciniglie sono anch'esse un elemento di disturbo attaccandosi negli internodi e sulle foglie, mentre meno pericolosi sono gli Afidi che infestano i nuovo germogli. Pericoloso per le radici e colletto è l'Oziorrinco perché la larva si ciba delle radici causando morte improvvisa della pianta. Questi parassiti Possono essere eliminati mediante fitofarmaci e insetticidi specifici.